# کلاته برفی
کلاته برفی محله ای قدیمی در بلوار شاهنامه بخش مرکزی شهرستان مشهد استان خراسان رضوی ایران است.
وجه تسمیه
در گذشته به دلیل اینکه منطقه کلاته برفی و زمین های کشاورزی آن زیر کشت پنبه بوده است،و به دلیل اینکه شهر طوس از منطقه کلاته برفی پایین تر است،از فاصله دور زمین به رنگ سفید بوده است.
که در گویش محلی به آن کلاته(بلندی،نقطه مرتفع)برفی گفته می شده است.
بافت محله از دو طیف اهل تشیع و اهل سنت تشکیل شده است.
محله تلفیقی است.
دو مسجد بزرگ اهل تشیع مسجد الزهرا و مسجد امیرالمومنین علی ابن ابیطالب و مسجد اهل سنت هم محمد رسول الله نام دارد.
هیات موسی بن جعغر هم ازقدیمی ترین هیات های منطقه است.
این محله از بزرگترین محله های بلوار شاهنامه است،از شاهنامه ۱۶ تا ۳۸ که متصل به بلوار شاهنامه است تا سمت غربی محله که به روستای شمس آباد متصل می شود،وسعت دارد.
در گذشته این محله قطب صنعتی نیز بوده است.کارخانه پنبه،کارخانه لبنیات وَن،کارخانه کاشی و لعاب،سنگبری فردوسی،موازییک گلسنگ،کارخانه تولید پودر سنگ و ... از جمله کارخانه ها و کارگاه های صنعتی بوده که در گذشته فعالیت داشته و برخی هنوز فعالیت دارند.
پیشه مردم در گذشته اکثرا کشاورزی بوده است.
با پیدایش حاشیه نشینی در مشهد،این محله به یکی از مکان های مورد علاقه بلوچ ها و مهاجران افغانی تبدیل شده است. به طوری که در حال حاضر حدود ۲۰ درصد اهالی از اهل سنت و مهاجرین افغانی تشکیل شده است.
در زمینه فرهنگی و مذهبی هم این محله دارای هیات عزاداری موسی بن جعفر علیه السلام است.
در حال حاضر با پیوستن منطقه منفصله شهر توس به شهرداری مشهد،در تقسیمات شهری،جزو منطقه ۱۲ شهرداری مشهد می باشد.
این محله با قرار گرفتن به عنوان قطب محله کلاته برفی که شامل محله های حاجی آباد و مهدی آباد و اکبر آباد،به هیچ عنوان از مزایای قطب بودن بهره نمیبرد و هیچ کار توسعه و عمران و کار فرهنگی برای آن انجام نمی شود.متاسفانه این مورد باید از طرف شهرداری مشهد مورد بررسی قرار گیرد.

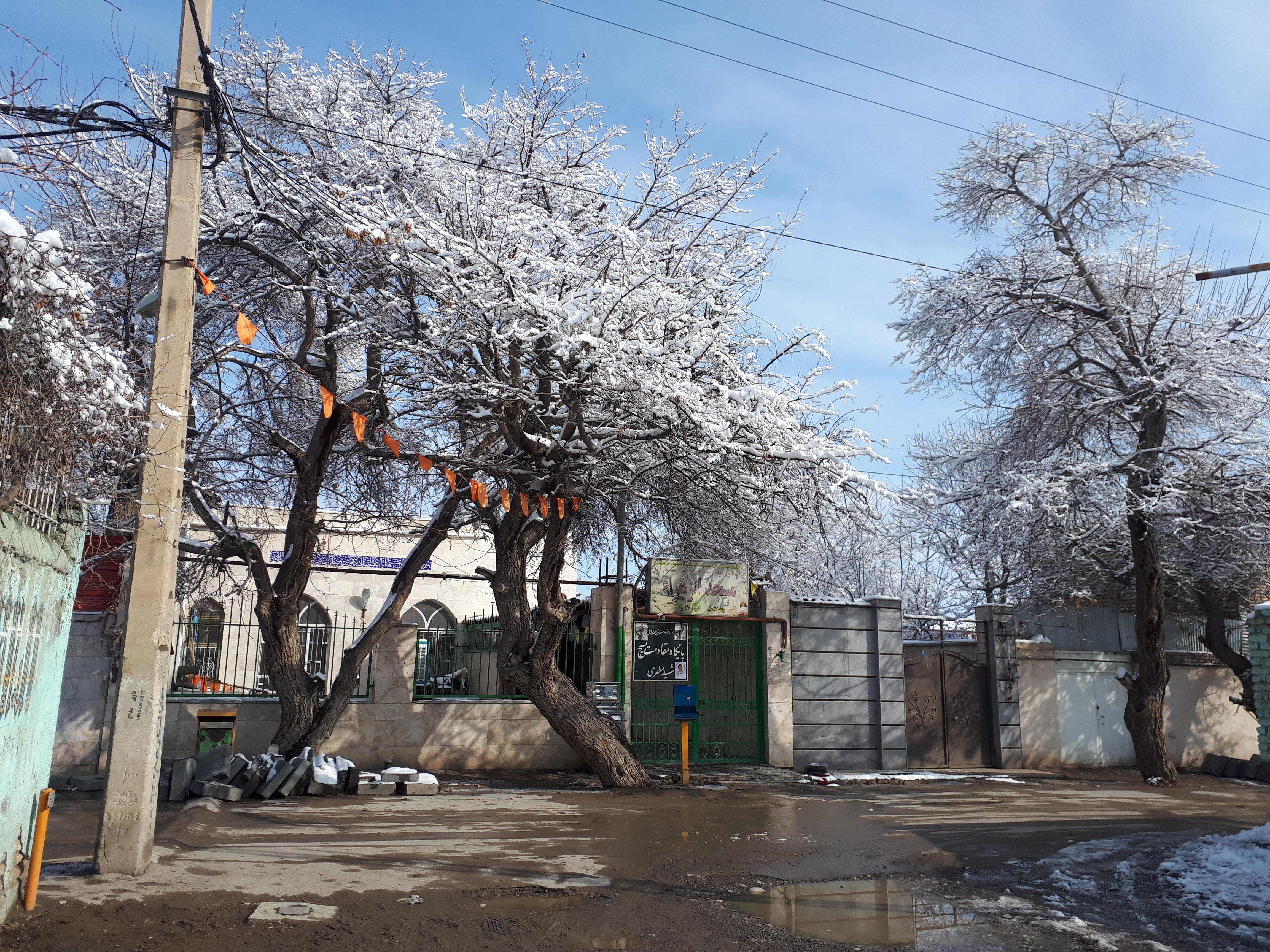

## جمعیت
بر پایه سرشماری عمومی نفوس و مسکن در سال ۱۳۹۵ جمعیت این روستا ۲٬۹۱۶ نفر (۷۴۷خانوار) بوده‌است.
1. ↑  «نتایج سرشماری ایران در سال ۱۳۹۵». درگاه ملی آمار. بایگانی‌شده از اصلی (اکسل) در ۲۰ شهریور ۱۴۰۲.